# Hikmet Temel Akarsu

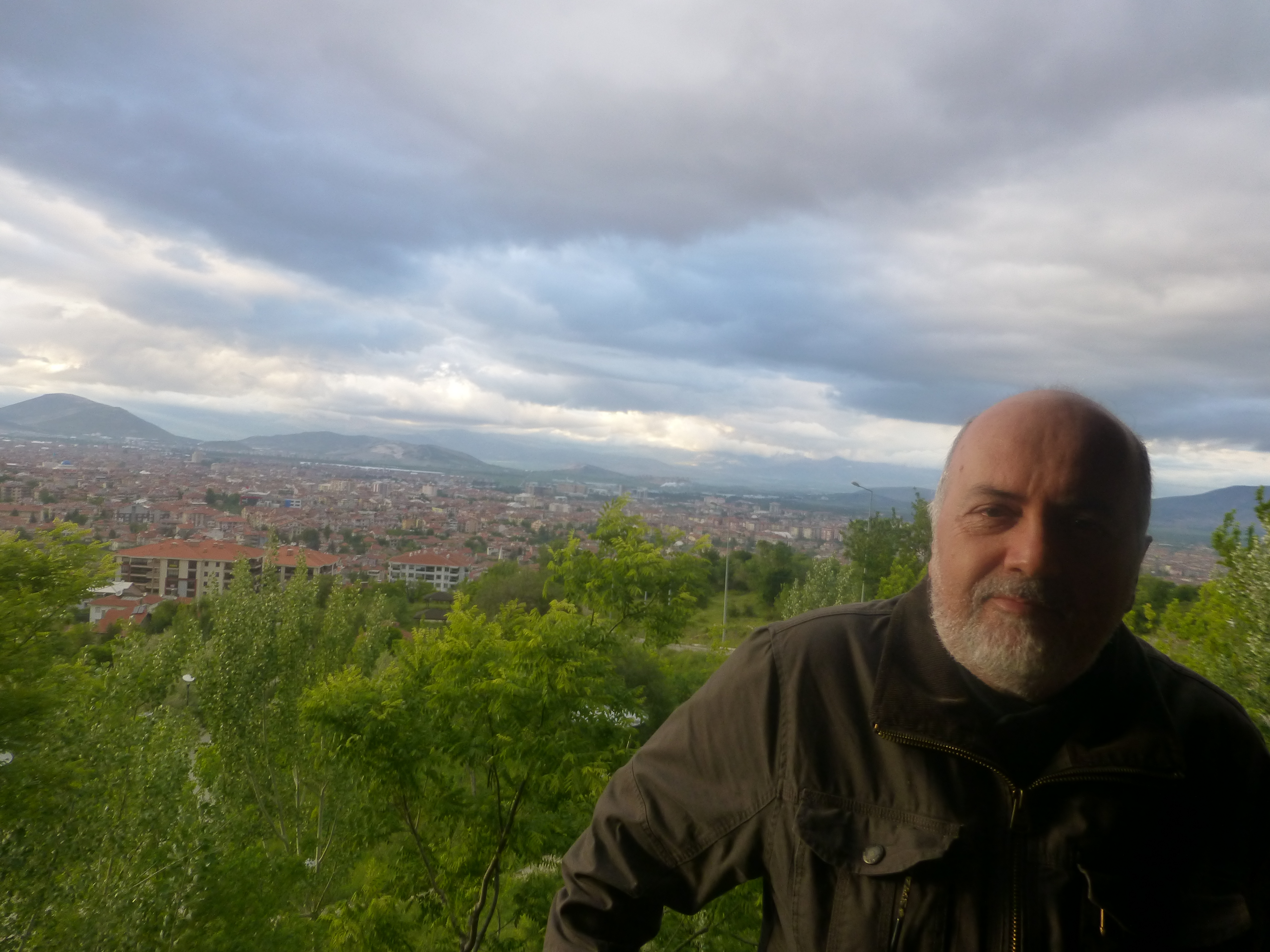
Hikmet Temel Akarsu (2014)

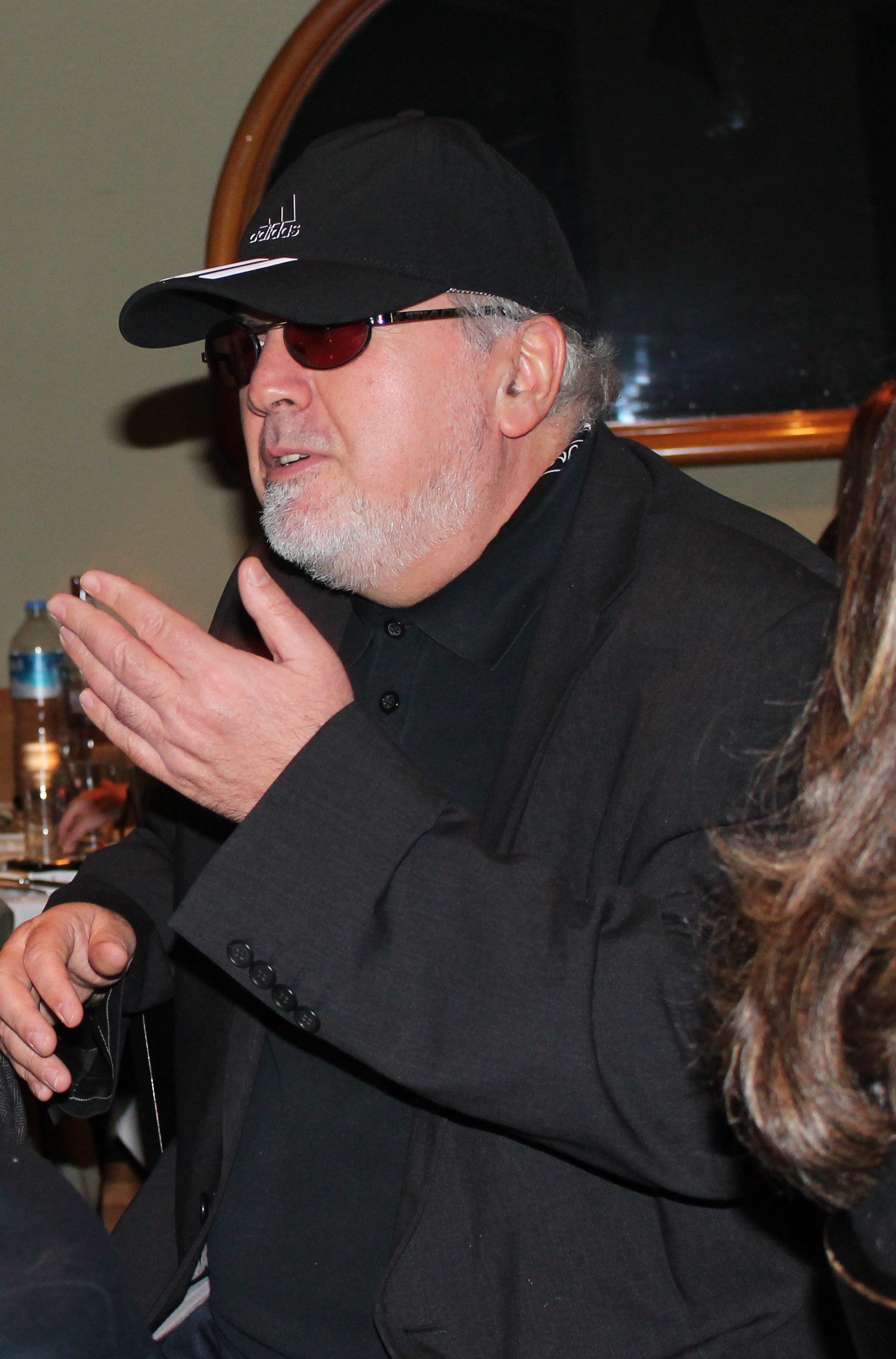
Hikmet Temel Akarsu (2019)

Hikmet Temel Akarsu est un écrivain turc né à Gümüşhane en 1960. Il est l'auteur de romans, de contes et de satires.

## Biographie
Dès l’âge de neuf ans, il s’est installé à İstanbul avec sa famille. Il obtint une licence universitaire de la faculté d'architecture de l'Université Technique d'Istanbul. Refusant d’être un architecte, il s’est dédié à l’écriture, ce dont il rêvait depuis toujours.

## Ses œuvres
Il a produit des œuvres à peu près dans tous les domaines de la littérature y compris les essais, les articles, les critiques, les pièces et les scénarios.
Non seulement ses séries de romans, mais aussi ses travaux satiriques et ses essais critiques ont fortement attiré l’attention de la société. Les romans dans lesquels il narre les époques troublées de la Turquie ont laissé des souvenirs mélancoliques dans les mémoires des lecteurs.
Les séries de romans, comme Kayıp Kuşak (La Génération Perdue), İstanbul Dörtlüsü (Le Quartette d’Istanbul), et Ölümsüz Antikite (L’Antiquité Immortelle) sont imprimés par des maisons d’édition prestigieuses.
Ses essais ont paru dans quelques revues prestigieuses incluant Varlık, Gösteri, Radikal Kitap, Cumhuriyet Kitap et Yasak Meyve.
Il fut éditorialiste dans des journaux.
Sa pièce de radio appelée Çalınan Tez (La Thèse Volée) a reçu un prix au concours organisé par TRT.
Ses contes courts sont publiées par İnkılap Yayınları sous le titre Babalar ve Kızları (Les Pères et Leurs Filles) en 2005.
De plus, il a accédé à la fiction juvénile par son œuvre nommée Güzelçamlı’nın Kayıp Panteri (La Panthère Perdue de Güzelçamlı) publiée par Can Yayınları en 2006.
La pièce de radio Taşhan fut diffusée au TRT 1 en huit sections entre le 14 juillet et le 22 juillet 2006.
La pièce adaptée de la conte d’Ömer Seyfettin intitulée Asilzadeler (Les Nobles), a été mis en scène dans la saison 2008 – 2009 par le théâtre de l’État d’Antalya (Antalya Devlet Tiyatrosu).
H. T. Akarsu est aussi un membre de Pen Club, de L’Union des Auteurs Turcs et de L’Union des Architectes.

## Romans
- L’Âge de Quelconque (Roman) - La Génération Perdue 1 (İnkılap Yayınları) (1989)
- Les Temps Désespérés (Roman) - La Génération Perdue 2 (İnkılap Yayınları) (1992)
- L’Amour des Vaincus (Roman) - La Génération Perdue 3 (İnkılap Yayınları) (1991)
- Chère Superi (Roman) - La Génération Perdue 4 (İnkılap Yayınları) (1988)
- L’Histoire des Perdants - Le Quartette d’Istanbul 1 (İnkılap Yayınları) (1998)
- L’Anglais - Le Quartette d’Istanbul 2 (İnkılap Yayınları) (1999)
- Le Petit Diable - Le Quartette d’Istanbul 3 (İnkılap Yayınları) (1999)
- Media - Le Quartette d’Istanbul 4 (İnkılap Yayınları) (2000)
- La Colonie Asexuelle ou Antiope - L’Antiquité Immortelle 1 (Telos) (2002)
- La Cybère Tragédie ou Iphigeneia - L’Antiquité Immortelle 2 (Telos) (2003)
- Casus Belli ou Helena - L’Antiquité Immortelle 3 (Telos) (2003)
- Le Destin des Libres (Nefti Yayıncılık) (2008)
- Nihiliste (Doğan Kitap) (2010)
- Aux Portes de Constantinople (Doğan Kitap) (2012)

## Nouvelles
- Symi'de Aşk (L'amour à Symi) (Voyages émotionnels:1) (1984 Yayınevi) (2017)
- Sozopol'de Son Yaz (L'été dernier à Sozopol) (Voyages émotionnels:2) (1984 Yayınevi) (2018)
- Elveda Venedik (Adieu Venise) (Voyages émotionnels:3) (1984 Yayınevi) (2022)
- Barcelona'da Bir Gece (Une Nuit à Barcelone) (Voyages émotionnels:4) (1984 Yayınevi) (2023)

## Livres de Contes Publiés de L’Auteur
- Les Pères et Leurs Filles – Conte (İnkılap Yayınları) (2005)
- Les Nuits de Decadence - Conte (Varlık Yayınları) (2008)
- Fêtes Barbariens des Poètes (et Autres Histoires) (Doğan Kitap) (2013)

## Essais, Études, Mémoires
- Avenue Bagdad (Heyamola) - 2010
- Ottomane-Turc Patrimoine Architectural dans le Thessalonique-Kavala Règion (Ponts Culturels I) (avec Nevnihal Erdoğan, Seda Kaplan, Meltem Ezel Çırpı ile birlikte) (KÜV - Kocaeli Üniversitesi Vakfı Yayınları)
- Ottomane-Turc Patrimoine Architectural dans le Skopje-Ohrid Règion (Ponts Culturels II) (avec Nevnihal Erdoğan ve Belma Alik ile birlikte) (KÜV - Kocaeli Üniversitesi Vakfı Yayınları)
- L'architecture dans la littérature (avec Nevnihal Erdoğan) (YEM Yayın) (2016)
- Architecture au cinéma (avec Nevnihal Erdoğan et Türkiz Özbursalı) (YEM Yayın) (2020)
- L'architecture dans la littérature Turque contemporaine (avec Nevnihal Erdoğan et Türkiz Özbursalı) (YEM Yayın) (2021)
- L'architecture dans la littérature mondiale contemporaine (avec Nevnihal Erdoğan et Türkiz Özbursalı) (YEM Yayın) (2021)
- Littérature en Maritime / Maritime en Littérature (avec Emre Karacaoglu) (2022) (Naviga Yayınları)
- Droit en Littérature (avec Fırat Pürselim-Rana Hima-Sabri Kuşkonmaz-Türkiz Özbursalı-Fuat Sevimay) (2023) (Papirüs Yayınları)
- Matem Güncesi (Journal de Lamentation) (Verita/Küçük Yayıncı) (2023)
- L'architecture en philosophie  (avec Nevnihal Erdoğan ) (YEM Yayın) (2025)

## Livres d'Enfants
- La Panthère Perdue De Güzelçamlı – Conte / Juvénile (Can Yayınları) (2005)
- La Fée Verte (Les Contes de Fées Vertes: 1) (Çizmeli Kedi Yayınları) (2010)
- La Muse (Les Contes de Fées Vertes: 2) (Çizmeli Kedi Yayınları) (2011)
- La Fée Extra-terrestre (Les Contes de Fées Vertes: 3) (Çizmeli Kedi Yayınları) (2011)
- La Fée Sultan (Les Contes de Fées Vertes: 4) (Çizmeli Kedi Yayınları) (2013)
- Le Pépé Écologiste (Roman Juvénile) (Dogan-Egmont) (2013)
- Les Coquins Bêtes en Route des Jeux Olympiques (Çizmeli Kedi Yayınları) (2014)
- Le Pépé Écologiste 2 : Jeux d'hiver (Roman Juvénile) (Dogan-Egmont) (2014)
- Unis Anges (Récit) (Çizmeli Kedi Yayınları) (2016)
- Le Pépé Écologiste 3 : Les enfants peuvent sauver le monde (Roman Juvénile) (Dogan-Egmont) (2016)

## Jeux de L’Auteur (qui sont pris au répertoire)
- L'Agent d'Auteur (3 Actes) - (Devlet Tiyatroları / Théâtres de l'État)
- Les Nobles (3 Actes) (Adaptation d'Ömer Seyfettin) - (Devlet Tiyatroları / Théâtres de l'État)
- Ekodekalog (3 Actes) - (Devlet Tiyatroları / Théâtres de l'État)
- L'Ambassadeur de l'Ottomane (3 Actes) - (Devlet Tiyatroları / Théâtres de l'État)
- Pépé Écologiste - (3 Actes) - (Devlet Tiyatroları / Théâtres de l'État)
- Triomphe de la Czarine - (3 Actes) - (Devlet Tiyatroları / Théâtres de l'État)
- Manzikert : Le Destin des Libres - (4 Actes) -(Devlet Tiyatroları / Théâtres de l'État)
- L'Amour de l'Etranger - (4 Actes) -(Devlet Tiyatroları / Théâtres de l'État)
- Les Clergés - (3 Actes) (Tragedie) -(Devlet Tiyatroları / Théâtres de l'État)
- Tashan - (4 actes) - (Devlet Tiyatroları / Théâtres de l'État)
- Les Historiens - (3 Actes) (Tragedie)(Le Quatuor Théologique: 1) - (Devlet Tiyatroları / Théâtres de l'État)
- Les Vandales - (3 Actes) (Tragedie)(Le Quatuor Théologique: 2) - (Devlet Tiyatroları / Théâtres de l'État)
- Le Clergé - (3 Actes) (Tragedie)(Le Quatuor Théologique: 3) - (Devlet Tiyatroları / Théâtres de l'État)
- Les Disciples - (3 Actes) (Tragedie)(Le Quatuor Théologique: 4) - (Devlet Tiyatroları / Théâtres de l'État)
- Je Brûle de Tomber Dans les Flammes de L'amour - (4 Actes) (Musical) -  (Devlet Tiyatroları / Théâtres de l'État)
- La Liberté est Ailleurs - (2 Actes) (Devlet Tiyatroları / Théâtres de l'État)

## Jeux de Radio (qui sont pris au répertoire)
- La Thèse Volée - Jeu de Radio - (TRT)
- Taşhan - Jeu de Radio - (TRT)
- L'Amour de l'Étranger - Jeu de Radio - (TRT)

## Jeux Publiés
- L'Ambassadeur de l'Ottomane (3 Actes) - Comédie Musicale - Küçük Yayıncı 2017
- Triomphe de la Czarine - (3 Actes) - Comédie Historique - Küçük Yayıncı 2017
- Yunus Emre - (4 Actes) - Jeu Musicale - Küçük Yayıncı 2017

## Œuvres en Anglais
- Loser's Tale - Roman (Traduit par Emre Karacaoğlu)(Nom Original: Kaybedenlerin Öyküsü/L’Histoire des Perdants)(Amazon Kindle Book)
- Full Moon Party - Conte Court(Traduit par Emre Karacaoğlu)(Nom Original: Dolunay Partisi/La Fête de la Pleine Lune)(Amazon Kindle Book)
- West End Girls – Conte Court(Traduit par Emre Karacaoğlu)(Nom Original: Les Filles de West End/West End Kızları)(Amazon Kindle Book)
- Cihangir At Dawn – Conte Court (Traduit par Emre Karacaoğlu)(Nom Original: Cihangir au point du Jour/Şafak Vakti Cihangir)(Amazon Kindle Book)
- My Canticle – Conte Court (Traduit par Emre karacaoğlu)(Nom Original: Mon Hymne/Neşide’m) (Amazon Kindle Book)
- Fathers and Daughters - Conte Court (Traduit par Emre Karacaoğlu) (Nom Original: Les Pères et Leurs Filles/Babalar ve Kızları) (Amazon Kindle Book)
- Architecture in Fictional Literature: Essays on Selected Works - L'architecture dans la littérature fictive : Essais sur des œuvres sélectionnées (Bentham Books) (avec Nevnihal Erdoğan)
- Love in Symi - Emotional Journeys:1 (Traduit par Nefise Mandaci)  (Amazon Kindle Book)
- Architecture in Contemporary Literature - L'architecture dans la littérature contemporaine (Bentham Books) (2023) (avec Nevnihal Erdoğan)
- Architecture in Cinema - L'architecture au Cinéma (Bentham Books) (2024) (avec Nevnihal Erdoğan)
- Fall in Sozopol - Emotional Journeys:2 (Traduit par Nefise Mandaci)  (Amazon Kindle Book) (2024)